# Toxophyllus ganglbaueri
Toxophyllus ganglbaueri är en skalbaggsart som beskrevs av Leon Fairmaire 1901. Toxophyllus ganglbaueri ingår i släktet Toxophyllus och familjen Melolonthidae. Inga underarter finns listade i Catalogue of Life.